# Йоахім-Фрідріх Бранденбурзький
Йоахім-Фрідріх Бранденбурзький (нім. Joachim Friedrich von Brandenburg, 27 січня 1546 — 18 липня 1608) — курфюрст-маркграф Бранденбурзький (1598—1608).

## Біографія

### Адміністратор Магдебургу
Походив з династії Гогенцоллернів. Старший син Йогана Георга, курпринца Бранденбургу. Його матір'ю була Софія, донька Фредеріка II П'яста, князя Легніцького та Бжецького. Народився у 1546 році у м. Келльн (частина сучасного Берліна).
У 1566 року завдяки дідові Йоахіму II Гектору, курфюрсту Бранденбургу, Йоахім Фрідріх стає адміністратором (намісником) архієпископства Магдебурзького. Втім, його статус не було визнано імператором Максиміліаном II. В результаті не зміг брати участі в засіданнях імперського рейхстагу.
1570 року одружився з вуйною — донькою Йогана, маркграфа Бранденбург-Кюстріна. У 1571 році його батько стає новим курфюрстом і маркграфом Бранденбурзьким. У 1577 році від імені Магдебурзького архієпископства підписав лютеранську Формулу Злагоди, а у 1580 року — Книгу згоди.

### Курфюрст
У 1598 році після смерті Йогана II Георга стає новим курфюрстом. У 1599 році всупереч батьківському заповіту, який вимагав поділу бранденбурзьких володінь, впровадив родинний договір, яким встановив їх нероздільність. Того ж року ініціював дослідження металів в області Дрісен (Дрезденко), проте без результату.
Всередині держави з самого початку свого володарювання Йоахім Фрідріх боровся з домаганнями станів, проте марно. У 1602 році йому довелося підтвердити усі їхні привілеї.
У 1601 році в Йоахімшталі (містечку на березі річки Грюмніц) зведено мануфактуру з виробництва скла. Для цього було запрошено чеських майстрів. Також сприяв розвитку промисловості в Ноймарці.
1603 року одружився з прусською принцесою та став регентом Пруссії з огляду на тривалу хворобу його герцога Альбрехта Фрідріха. Того ж року зведено канал, що з'єднав річки Одер та Гафель. 1604 року заснував Таємну Раду, що розташовувалася в Келльні, яка стала вищим адміністративним органом Бранденбургу.
1605 року отримав від Сигізмунда III, короля Речі Посполитої, згоду на спадкування влади в Пруссії. Курфюрст зробив внесок в польську казну і надав значні привілеї прусським католикам. Втім йому було заборонено відвідувати Пруссію без дозволу польського короля. З огляду на це Йоахім Фрідріх ніколи не бував у Пруссії.
Після смерті бездітного Георга Фрідріха I в 1603 році Йоахім Фрідріх отримав за заповітом сілезьке герцогство Егердорф. У 1606 він передав його синові Йогану Георгу. У 1607 році Йоахім Фрідріх заснував у Йоахімшталі маркграфську школу (гімназію) для обдарованих хлопчиків.
У 1608 році він помер від апоплексичного удару в поїздці зі Шторкова до Берліна. Йому спадкував Йоган Сігизмунд.

## Родина
1. Дружина — Катерина, донька Йогана Гогенцоллерна, маркграфа Бранденбург-Кюстріна.
Діти:
- Йоган Сігизмунд (1572—1619), курфюрст Бранденбургу у 1608—1619 роках
- Анна Катерина (1575—1612), дружина Кристіана IV, короля Данії та Норвегії
- донька (1576)
- Йоган Георг (1577—1624), герцог Егердорфу
- Август Фрідріх (1580—1601)
- Альбрехт Фрідріх (1582—1600)
- Йоахім (1583—1600)
- Ернест (1583—1613), штатгальтер Клеве-Юліх-Берзького герцогства
- Барбара Софія (1584—1636), дружина Іогана-Фрідріха, герцога Вюртембергу
- донька (1585)
- Кристіан Вільгельм (1587—1665), архієпископ і адміністратор Магдебургу, в шлюбі з Доротеєю Брауншвейг-Вольфенбюттельською

2. Дружина — Елеонора, донька Альбрехта-Фрідріха Гогенцоллерна, герцога Пруссії.
Діти:
- Марія Елеонора (1607—1675), дружина Людвіга-Філіпп, граф Пфальц-Зіммерін-Кайзерслаутерн